# Мтібва Шугер
Спортивний клуб Мтібва Шугер або просто Мтібва Шугер (англ. Mtibwa Sugar Sports Club) — професіональний танзанійський футбольний клуб з міста Туріані.

## Історія
Клуб було засновано 1988 року групою робітників компанії Mtibwa Sugar Estates Ltd., які вирішили заснувати власну команду для виступів на регіональному рівні. Новостворений клуб стартував у 4-у дивізіоні чемпіонату Танзанії в 1989 році, а в 1996 році вийшов до першого дивізіону. У 1998 році Перший дивізіон було реорганізовано й перетворено на Прем'єр-лігу. Команда жодного разу не ставала переможцем вищого дивізіону чемпіонату Танзанії, але 2 рази вигравала національний кубок, ще тричі ставала його фіналістом.
На міжнародному рівні 4 рази виступала на континентальних турнірах, де найкращим результатом команди з Туріані став вихід до другого раунду турніру.

## Досягнення
- Континентальний чемпіонат Танзанії
  -  Чемпіон (27): 1999, 2000

- Кубок Танзанії
  -  Володар (1): 2018

- Кубок Футбольної асоціації Танзанії
  -  Володар (1): 2000

- Кубок Тускер
  -  Володар (1): 2008
  -  Фіналіст (2): 2003, 2007

- Кубок Занзібару
  -  Володар (1): 2010
  -  Фіналіст (1): 2004

## Статистика виступів
| Сезон | Турнір                 | Раунд      | Клуб                 | Вдома | На виїзді | Загалом |
| ----- | ---------------------- | ---------- | -------------------- | ----- | --------- | ------- |
| 2000  | Кубок КАФ              | 1          | Мочуді Сентр Чіфс    | 3-0   | 2-1       | 5-1     |
| 2000  | Кубок КАФ              | 2          | Котон Спорт (Гаруа)  | 0-1   | 0-2       | 0-3     |
| 2001  | Кубок КАФ              | 1          | Мебрат Гейл          | 2-1   | 0-1       | 2-2 (в) |
| 2002  | Кубок КАФ              | 1          | Ферроваріу ді Мапуту | 0-0   | 1-1       | 1-1 (в) |
| 2002  | Кубок КАФ              | 2          | АС Адема             | 2-1   | 0-1       | 2-2 (в) |
| 2004  | Кубок конфедерації КАФ | Попередній | Чемеліл Шугер        | 2-1   | 2-0       | 4-1     |
| 2004  | Кубок конфедерації КАФ | 1          | Сантос (Кейптаун)    | 0-3   | т.п.1     | 0-3     |

1- Мтібва Шугер покинув турнір напередодні матчу-відповіді.